# El Desperado
El Desperado é uma produção hispano-italiana de 1967 dirigido por Franco Rossetti.
Produzido pela Ocean Filmes no gênero Spaghetti western, o filme foi estrelado por Andrea Giordana, Franco Giornelli, Dana Ghia e Rosemary Dexter e o seu lançamento ocorreu no dia 30 de setembro de 1967.
Mesmo ambientado em terras e fatos históricos norte-americanos, El Desperado só estreou nos EUA em 1971.

## Sinopse
Steve Belasco (Andrea Giordana) é um bandido e ladrão de cavalo e ao cruzar com um oficial confederado moribundo que lhe pede para entregar ao seu pai, um velho cego que vive na cidade de Overton (uma antiga cidade de mineiros abandonada), a velha pistola, também conta que o mesmo tem uma grande quantia em dinheiro para comprar um rancho ao final da guerra (Guerra civil americana). Após a morte do oficial, Steve só pensa em se passar pelo filho do cego com a intenção de roubar-lhe. Chegando a cidade de Overton, se depara com o bando de Asher (Franco Giornelli) e sua mulher, Lucy (Dana Ghia), uma ex-namorada de Steve, que estão na cidade-fantasma para roubar uma remessa de ouro do Exército dos Estados Confederados.
Steve se junta a quadrilha e após o roubo, tenta fugir com todo o ouro, mas é pego e a sua ex-namorada finge lhe matar, mas antes disso, Steve assiste o grupo assassinar o velho cego que pensava que os bandidos estava maltratando o seu filho. Jurando vingança, Steve sai a procura do bando e mata, um a um, devolvendo o ouro para o exército e a velha pistola para Katy (Rosemary Dexter), uma jovem que cuidava do cego.

## Elenco
- Andrea Giordana;
- Rosemary Dexter;
- Franco Giornelli;
- Dana Ghia;
- Aldo Berti;
- Giovanni Petrucci;
- John Bartha;
- Giuseppe Castellano;
- Giorgio Gruden;
- Gianluigi Crescenzi;
- Sandro Serafini;
- Piero Lulli;
- Antonio Cantafora;
- Osiride Pevarello;
- Pino Polidori;
- Andrea Scotti;
- Dino Strano;
- Claudio Trionfi.